# Matilda Berndtsson
Matilda Berndtsson (2001) è una pallamanista e giocatrice di football americano finlandese, che gioca come runningback per le Turku Trojans..

## Palmarès
- 2 Naisten Vaahteraliiga (Turku Trojans, 2023, 2024)